# Kaman H-2 Tomahawk
El Kaman H-2 Tomahawk fue una propuesta para ofrecer al Ejército de los Estados Unidos un helicóptero de ataque provisional creado a partir del helicóptero utilitario ligero UH-2 Seasprite en uso con la Armada. El objetivo era mejorar con un bajo coste las cualidades de los UH-1B/C Iroquois improvisados, que estaban siendo usados en el papel de helicóptero artillado durante la Guerra de Vietnam, mientras se desarrollaba el helicóptero de ataque puro Lockheed AH-56 Cheyenne. El H-2 competía con otros modelos por el puesto, el ganador sería el primer helicóptero construido a propósito para ataque. Después de la evaluación llevada a cabo en 1965, la adquisición del H-2 fue abandonada debido a que el vencedor fue el Bell AH-1 Cobra, modelo que finalmente se consolidó en el puesto al cancelarse el Cheyenne.

## Diseño
El UH-2A designado H-2 Tomahawk por el Ejército de los Estados Unidos difiere del UH-2A Seasprite estándar de la Armada de los Estados Unidos en varios aspectos. La diferencia más obvia es en armamento, el Tomahawk fue equipado con dos torretas montadas bajo el morro, cada una de ellas albergaba dos ametralladoras de 7,62 mm. Las torretas podían ser manejadas independientemente o "fijadas" juntas para tirar al mismo objetivo. También portaba una ametralladora M60 en la puerta lateral, y fue provisto de unas pequeñas estructuras alares laterales en las que podía cargar un máximo de 4 contenedores con 7 cohetes de 2,75 pulgadas en cada uno. Otras modificaciones hicieron que el H-2 incorporara placas de blindaje alrededor de la cabina, del motor, de la transmisión y de los tanques de combustible, y también se le instaló un equipo de comunicaciones y navegación del tipo estándar del Ejército.

## Especificaciones técnicas
Referencia datos: Aviastar.org

### Características generales
- Tripulación: 3
- Longitud: 11,15 m
- Diámetro rotor principal: 13,41 m
- Altura: 4,11 m
- Peso vacío: 2886 kg
- Peso máximo al despegue: 4060 kg
- Planta motriz: 1× turboeje General Electric T58-GE-8.
  - Potencia: 930 kW (1525 HP)
- Hélices: rotor principal de 4 palas y rotor de cola de 3

### Rendimiento
- Velocidad máxima operativa (Vno): 260 km/h
- Velocidad crucero (Vc): 245 km/h
- Alcance: 1070 km
- Techo de vuelo: 5300 m (17 400 pies)

### Armamento
- Ametralladoras: 

  - 4 de 7,62 mm en dos torretas bajo el morro
  - 1x M60 en puerta lateral
- Cohetes: 

  - 4x contenedor de 7 cohetes de 2,75 pulgadas

### Desarrollos relacionados
- Kaman SH-2 Seasprite

### Aeronaves similares
- Bell UH-1 Iroquois

### Secuencias de designación
- Secuencia H-_ (Helicópteros estadounidenses, redesignación de 1962 usando números antiguos): H-1 (UH-1/N/Y, AH-1/J/T/W/Z) - H-2/G/Tomahawk - H-3 (SH-3, CH-3/HH-3) - H-4 - H-5 →

### Listas relacionadas
- Anexo:Aeronaves de la Fuerza Aérea de los Estados Unidos (históricas y actuales)